# 방송 금지 용어
방송 금지 용어(放送禁止用語)는 텔레비전이나 라디오와 같은 방송에서 사용할 수 없는 단어를 뜻한다.

## 나라별 금지 용어

### 한국
한국은 모욕되는 말인 속어나 욕설을 사용하는 경우가 많다.

### 일본
일본은 특정 단어를 지정하여 금지하지 않고, 방송사의 자율에 맡기고 있으며, 이는 일본민간방송연맹과 같은 단체 기준의 해석을 근거로 따른다.

## 같이 보기
- 자기 검열
- 피휘